# 博林鎮區 (伊利諾伊州羅克艾蘭縣)
博林鎮區（英語：Bowling Township）是位於美國伊利諾伊州羅克艾蘭縣的一個行政鎮區。

## 地方資料
根據2010年美國人口普查的數據，博林鎮區的面積為95.50平方千米，當中陸地面積為95.50平方千米，而水域面積為0.00平方千米。當地共有人口3352人，而人口密度為每平方千米35.1人。